# سفارة دولة فلسطين لدى موريتانيا
سفارة دولة فلسطين لدى موريتانيا هي الممثلية الدبلوماسية العُليا لدولة فلسطين لدى موريتانيا. تقع السفارة في نواكشوط.

## التاريخ
تأسس في بداية الأمر مكتب ممثلية منظمة التحرير الفلسطينية في الجمهورية الإسلامية الموريتانية كممثل شرعي ووحيد للشعب الفلسطيني، وكان ذلك عام 1974م، حيث كان مقر مكتب الممثلية في العاصمة نواكشوط وإستمر هذا التمثيل حتى عام 1991م حتى تحول إلى «سفارة دولة فلسطين في الجمهورية الإسلامية الموريتانية».

## السفراء[3]
- محمد قاسم أسعد الأسعد (1 أبريل 2021 - الآن)
- ماجد هديب (24 ديسمبر 2018 - 2020)
- دياب نمر محمد اللوح (1 يونيو 2016 - 2017)
- عدنان محمد جبر أبو الهيجاء (5 أكتوبر 2009  – 2014)
- لؤي محمود طه عيسى (2006  – 2009)[4]
- عبد الشافي صيام (1991 - 2005)

### القائمون بالأعمال
- قصي الماضي (2016 - 2017)
- جمال الدين صباح (مارس 2016 - 31 مايو 2016)
- رياض شحادة (2014 - مارس 2016)

## وصلات خارجية
- الموقع الرسمي